# Sonia Huguet
Sonia Huguet (Toul, 13 settembre 1975) è un'ex ciclista su strada francese.

## Carriera
Huguet inizia a gareggiare nelle categorie giovanili a 14 anni. Nel 2003 coglie la vittoria nella prova in linea ai campionati nazionali, battendo la rivale Jeannie Longo. L'anno successivo vince la Freccia Vallone divenendo la prima francese a cogliere una vittoria in Coppa del mondo  (è rimasta per ben 10 anni l'unica atleta francese a saper vincere una prova di CdM, fino alla vittoria di Pauline Ferrand-Prévot). Nella stessa estate partecipa ai Giochi olimpici sia su strada (prova in linea), sia su pista (corsa a punti) .

## Palmarès

### Strada
- 2003 (una vittoria)

Campionati francesi, prova in linea
- 2004 (Baliston-Colnago-Moselle, una vittoria)

Freccia Vallone

#### Altri successi
- 1996

Campionati francesi, prova a cronometro a squadre
- 2004

Campionati europei della polizia, prova in linea
Campionati europei della polizia, prova a cronometro

### Pista
- 1996

Campionati francesi, corsa a punti
- 2004

Campionati francesi, corsa a punti
- 2005

Campionati francesi, corsa a punti

## Piazzamenti

### Competizioni mondiali
- Giochi olimpici

Atene 2004 - In linea: 40ª
Atene 2004 - Corsa a punti: 13ª